# Eduard Hackel

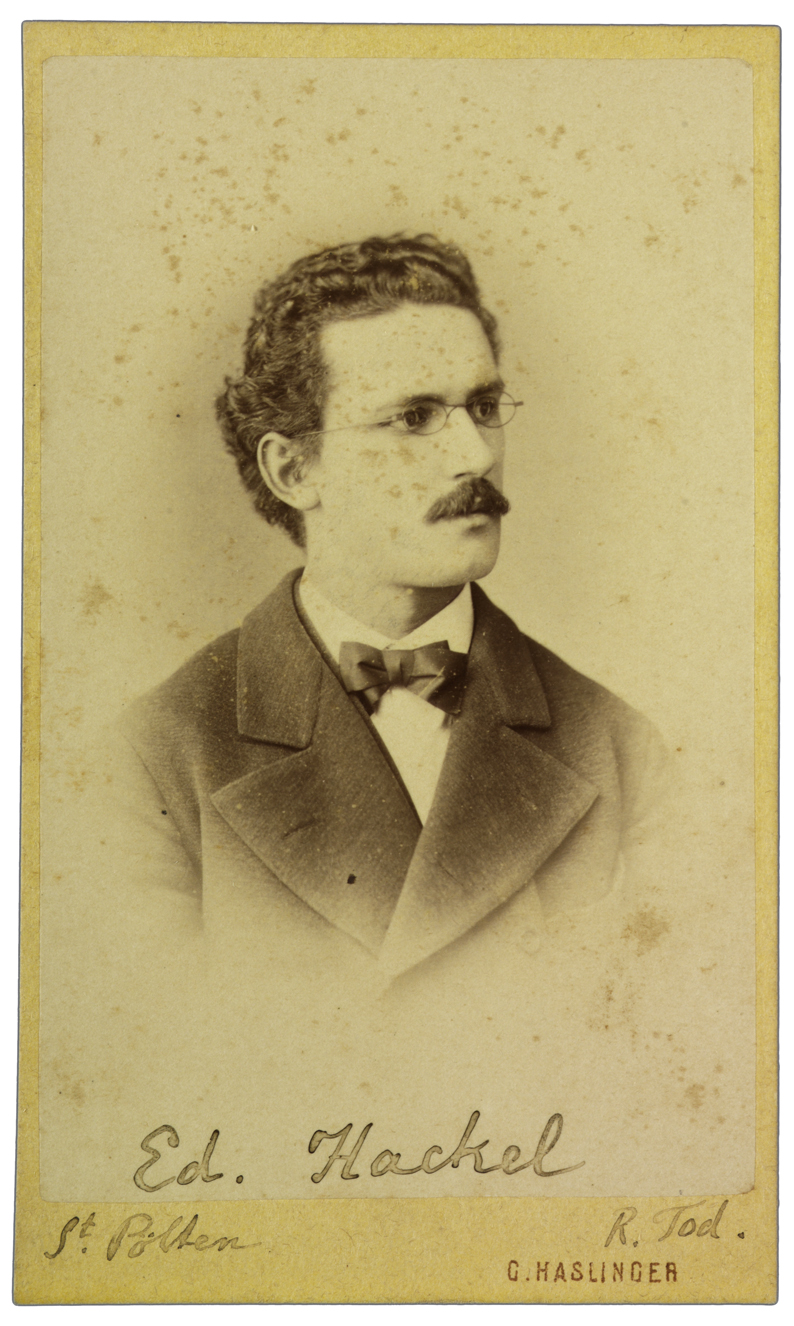
Eduard Hackel (aufgenommen 1879)

Eduard Hackel (* 17. März 1850 in Nový Bor; † 2. Februar 1926 in Attersee am Attersee) war ein österreichischer Botaniker. Er galt als ein Spezialist für Gräser, besonders der Gattung Festuca. Sein botanisches Autorenkürzel lautet „Hack.“

## Leben und Wirken
Eduard Hackel wurde 1850 im böhmischen Haida (dem heutigen Nový Bor) als Sohn des Tierarztes Joseph Hackel (1807–1889) und seiner Frau Margaretha, geb. Werner (1811–57) geboren. Die Mutter starb als Eduard Hackel noch ein Kind war, seine Stiefmutter wurde Wilhelmine Rautenstrauch. Er besuchte die Unterrealschule in Warnsdorf und Böhmisch Leipa und die Oberrealschule in Prag. 1866 wird er Mitglied der Zoologisch-Botanischen Gesellschaft. Er studierte ab seinem 15. Lebensjahr von 1865 bis 1869 am Wiener Polytechnikum. Er legte 1870 die Lehramtsprüfung für Realschulen ab und arbeitete von 1871 bis zu seiner vorzeitigen Pensionierung 1900 als Lehrer für Naturgeschichte dem Titel des Professors an der Landesoberrealschule in St. Pölten. Er zog 1904 anschließend nach Graz und 1907 nach Attersee.
Er heiratete 1877 in St. Pölten Barbara Kürner. Sie hatten einen Sohn und eine Tochter.
Hackels Spezialgebiet war die Taxonomie von Gräsern, über die er viele Artikel veröffentlichte, und studierte Gräsersammlungen aus vielen Ländern. Er erkannte als erster die Funktion der Lodiculae. 1876 brachte er zu einer Forschungsreise nach Portugal und Spanien auf, als dessen Resultat er 1880 ein Katalog der portugiesischen Süßgräser veröffentlichte. Er ist der Erstbeschreiber zahlreicher Gräserarten. Die Gräsergattung Hackelochloa ist nach ihm benannt.
Er verstarb im Alter von 75 Jahren im oberösterreichischen Attersee, wo er auch begraben wurde. Sein umfangreiches Herbarium kam in das Naturhistorische Museum Wien.

## Publikationen (Auswahl)
- Ueber einige Orobanchen der n.-öst. Flora. vorgelegt in der Sitzung vom 6. October 1869. 1869 (Bibliographischer Nachweis).
- Botanische Reisebilder aus Südtirol. vorgelegt in der Sitzung vom 2. November 1870. 1870 (Bibliographischer Nachweis).
- Morphologische Studien über die Familie der Gräser. In: Jahresbericht der n.ö. Landes-Ober-Realschule in St. Pölten. 8.1871, S. 4–25, 1871 (Bibliographischer Nachweis).
- Brief an Franz Keim. Almeria 1876 (Bibliographischer Nachweis).
- Diagnoses Graminum novorum. Wien 1877 (Bibliographischer Nachweis).
- Ueber ein Gras mit mehrgestaltiger Deckspelze. Wien 1877 (Bibliographischer Nachweis).
- Ueber einige Gräser Spaniens und Portugals. Wien 1877 (Bibliographischer Nachweis).
- Ueber ährenförmige Grasrispen. Wien 1878 (Bibliographischer Nachweis).
- Zwei kritische Gräser der griechischen Flora. Wien 1878 (Bibliographischer Nachweis).
- Agrostologische Mitteilungen. Regensburg 1879 (Bibliographischer Nachweis).
- Catalogue raisonné des graminées du Portugal. Imprimerie de l'Université, Coimbre 1880 (Volltext).
- Spirachne, ein neues Subgenus der Gattung Vulpia. Regensburg 1880 (Bibliographischer Nachweis).
- Gramina nova vel minus nota. Wien 1884 (Bibliographischer Nachweis).
- Andropogoneae novae. Regensburg 1885 (Bibliographischer Nachweis).
- Monographiae Phanerogamarum prodromi nunc continuatio, nunc revisio. [suites au Prodromus systematis naturalis regni vegetabilis] Vol. sextum: Andropogoneae / auct. Eduardo Hackel. Masson, Parisiis 1889 (Volltext).
- Die auf der Expedition S. M. S. "Gazelle" von Dr. Naumann gesammelten Gramineen. [S.l.] 1877 (Bibliographischer Nachweis).
- Untersuchungen über die Lodiculae der Gräser. [S.l.] 1880 (Bibliographischer Nachweis).